# Loi de commande de vol

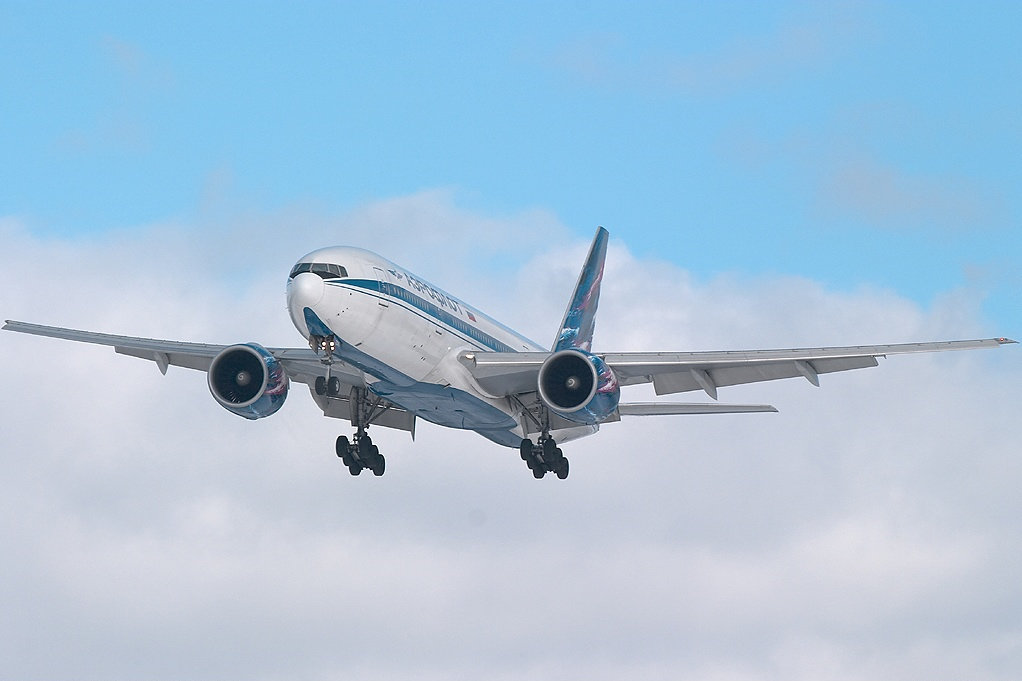
Boeing 777 d'Aeroflot disposant de commandes de vol électriques.

Dans un aéronef équipé d'un système de commandes de vol électriques ou numériques, une loi de commande de vol est un algorithme informatique chargé de déterminer les ordres à envoyer aux différentes gouvernes de l'avion, permettant le contrôle de son attitude et de sa trajectoire.
Ces algorithmes sont hébergés dans les calculateurs du système de commandes de vol, qui reçoivent les positions des commandes du pilote (mini-manche, palonnier), transitant sous la forme de signaux électroniques, ainsi que des données provenant des capteurs de l'avion (centrales à inertie, sondes Pitot, ADIRU, etc.). Les ordres du pilote automatique sont également collectés.
L'ensemble de ces paramètres est traité par les lois de commandes de vol, pour élaborer des ordres envoyés aux actionneurs de chaque gouverne,,,.
Les lois de commandes de vol réalisent l'asservissement de l'avion autour d'une consigne fournie soit par le pilote, soit par le pilote automatique, généralement exprimée en facteur de charge et en vitesse de roulis. Elles contiennent en particulier des fonctions permettant :
- L'homogénéisation de la réponse de l'avion à iso-ordre pilote, quel que soit le point de vol (altitude, vitesse) de l'avion.
- La stabilisation de l'avion.
- La protection du domaine de vol : l'avion est notamment protégé contre le décrochage, la survitesse, les dépassements de facteur de charge et les attitudes excessives (notamment l'inclinaison et l'assiette).

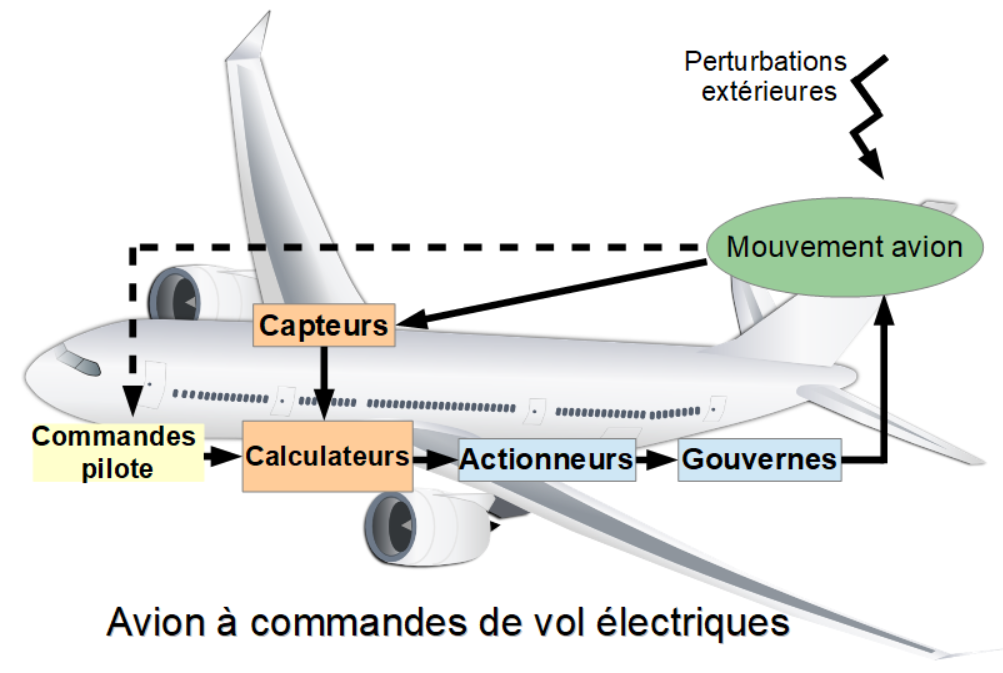
Principe des commandes de vol électriques

Des fonctions supplémentaires peuvent s'y ajouter (par exemple, le contrôle automatique des aérofreins, la limitation des charges structurales).
L'ensemble de ces fonctions a pour objectif de simplifier la tâche de pilotage, d'améliorer le niveau de sécurité ainsi que le confort. L'utilisation d'un système de commandes de vol électriques permet également l'allègement de l'avion et l'amélioration de ses performances.
Les avions Airbus, à partir de l'Airbus A320, sont équipés d'un système de commandes de vol électriques. Certains Boeing en sont également munis, notamment les Boeing 777, Boeing 787 Dreamliner et Boeing 747-8,.

## Fonctionnalités
En loi normale, l'ensemble des fonctions est disponible. Elles comprennent typiquement :
- L'homogénéisation de la réponse de l'avion en fonction du point de vol. Ainsi, le pilote contrôle l'avion en commandant via le manche une consigne de type (facteur de charge, vitesse de roulis, etc.), laissant aux calculateurs le soin d'envoyer les ordres adéquats aux actionneurs des gouvernes en fonction du point de vol de l'avion.
- La protection du domaine de vol. Cela inclut les ordres de limiteur d'incidence (protection contre le décrochage), limiteurs d'assiette, de facteur de charge, de vitesse, d'inclinaison. Cette fonctionnalité fait l'objet de différences de philosophie entre les deux principaux avionneurs du marché, chacune ayant ses détracteurs et défenseurs[6] :
  - Boeing permet de transgresser ces limites par pression au-delà d'une butée ;
  - Airbus empêche toute évolution au-delà des limites de sécurité.

- La stabilisation et la compensation de l'avion[7], incluant le trim automatique et l'amortissement du lacet.

Ainsi que pour certains avions :
- La gestion automatique des gouvernes secondaires : par exemple, sortie automatique des aérofreins lors de l'atterrissage, ou rentrée automatique des aérofreins à l'approche du décrochage.
- La limitation des charges structurales sur certains éléments de l'avion (voilure, etc.).
- Le contrôle actif des vibrations, notamment pour améliorer le confort.
- Des lois spécifiques dédiées aux phases de décollage et d'atterrissage, afin de simplifier la tâche du pilote. Une fonction d'homogénéisation du taux de rotation au décollage peut par exemple être proposée.

En cas de défaillance d'un ou de plusieurs éléments constituant le système de commandes de vol (calculateurs, capteurs, actionneurs), la dégradation des lois de commandes de vol peut intervenir. Selon le niveau de dégradation, la loi de commandes de vol peut être qualifiée de normale, alternate, directe ou mechanical back-up (philosophie retrouvée sur les Airbus à compter de l'Airbus A320).
En loi alternate, certaines fonctions (notamment de protection) peuvent être absentes.
En loi directe, la majorité des automatismes est perdue, dont les fonctions de protection et de stabilisation. Dans certains cas, la stabilisation minimale de l'avion est conservée.

## Lois de commandes de vol Airbus
Les avions Airbus A320, A330, A340, A350 et A380, sont équipés de calculateurs de commandes de vol électriques, hébergeant des lois de commandes de vol.

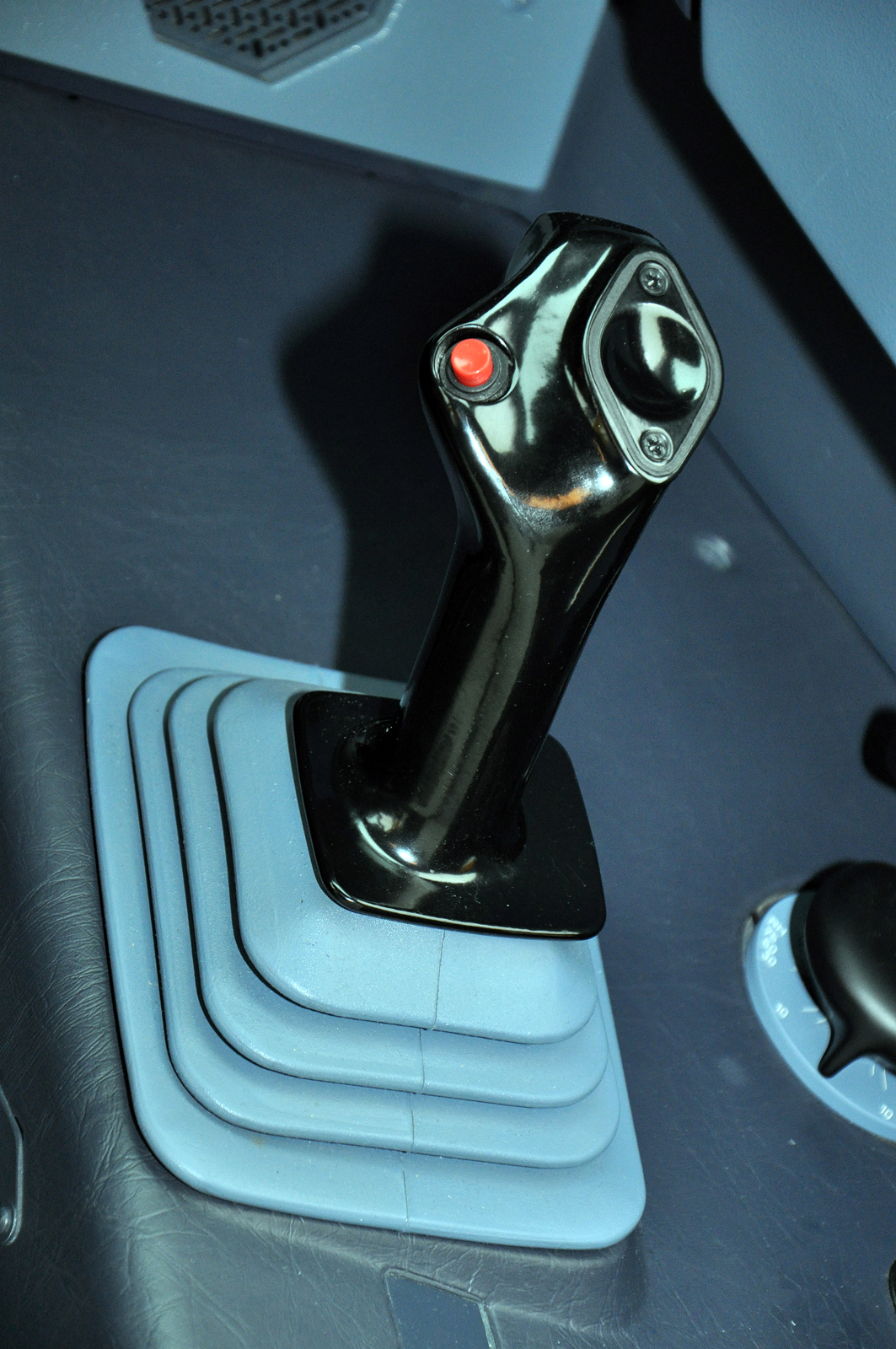
Mini-manche de l'Airbus A320

L'Airbus A320 est contrôlé par sept ordinateurs de vol : 
- 2 ELAC (Elevator Aileron Computer),
- 3 SEC (Spoilers Elevator Computer),
- 2 FAC (Flight Augmentation Computer)[9].

De plus, il existe deux ordinateurs, les FCDC (Flight Control Data Concentrators) qui récupèrent les données des ELAC et des SEC afin de les communiquer aux instruments électroniques et au CFDS (Centralized Fault Display System). Ces ordinateurs reçoivent des données en provenance des ADIRU (Air Data Inertial Reference Unit) qui servent de références de données aérodynamiques et de références inertielles, et également des données provenant des radioaltimètres, accéléromètres, et ordinateurs de bord. Celles-ci sont introduites avec les données GPS dans trois unités de traitement redondantes appelées unités de référence inertielle de données aérodynamiques (ADIRU) qui agissent à la fois comme référence de données aérodynamiques et référence inertielle. Les ADIRU font partie du système de référence inertiel des données aérodynamiques qui, sur Airbus A320, sont reliées à huit Air Data Module : trois sont reliés à des tubes de Pitot et cinq sont reliés à des sources statiques (les deux prises statiques de secours sont reliées à un seul ADM. Les informations de ces ordinateurs sont envoyées à la fois à l'écran de vol principal du pilote et également aux gouvernes.
En cas de dégradation du système de commandes de vol, il peut basculer dans les modes suivants :
- La loi alternate qui comporte plusieurs variantes
- La loi directe
- À ces lois, s'ajoutent une redondance mécanique: le mechanical backup[9].

### Loi normale
La loi normale diffère selon le stade de vol : 
- Le mode sol (ground mode) actif lorsque l'avion est au sol, se désactive juste après l'envol
- Le mode vol (flight mode) actif lorsque l'avion est en vol, hors des phases de décollage et d'arrondi
- Le mode arrondi (flare mode) actif lorsque l'avion est à proximité du sol, juste avant l'atterrissage[9].

#### Ground mode
L'avion se comporte comme en loi directe : la fonction d'autotrim est désactivée et il y a une réponse directe des gouvernes de profondeur aux commandes du mini-manche.

#### Flight mode
En loi normale, ce mode de vol offre cinq types de protections : assiette, limitation du facteur de charge, survitesse, angle d'incidence élevé et angle d'inclinaison.
Le mode vol est opérationnel juste après le décollage, jusqu'à peu de temps avant l'atterrissage de l'avion. Il peut être perdu prématurément à la suite de l'extinction ou de pannes de certains systèmes laissant place à la loi alternate ou la loi directe.
Contrairement aux avions à commandes de vol traditionnelles, pour lesquels une position du manche correspond à un braquage de la gouverne de profondeur et des ailerons, la position du minimanche d'un Airbus en loi normale correspond à une consigne en facteur de charge (pour une commande longitudinale) ou en taux de roulis (pour une commande latérale).
- Le facteur de charge commandé peut être compris entre 2,5 g et -1 g en configuration lisse (volets rentrés), ou entre 2,0 g et 0 g volets sortis. Lorsque le manche est au neutre et que le facteur de charge est de 1g, l'avion reste en palier sans action du pilote.

- Le mouvement latéral du manche latéral commande un taux de roulis, si le pilote relâche le manche une fois qu'un virage a été établi, l'avion restera en virage à inclinaison constante sauf si celle-ci dépasse 33° d'inclinaison.
- Le système empêche la stabilisation de l'avion lorsque l'angle d'attaque est excessif, que le facteur de charge dépasse 1,3 g ou lorsque l'angle d'inclinaison dépasse 33°.

La protection Alpha (α-Prot) empêche le décrochage et protège contre les effets du cisaillement du vent. La protection s'enclenche lorsque l'incidence est comprise entre α-Prot et α-Max et limite l'incidence commandée par le manche du pilote ou, si le pilote automatique est engagé, elle désengage le pilote automatique.
La protection haute vitesse récupère automatiquement d'une survitesse. Il existe deux limitations de vitesse pour les aéronefs à haute altitude, VMO (vitesse opérationnelle maximale) et MMO (Mach opérationnel maximal) les deux vitesses sont les mêmes à environ 31 000 pieds, en dessous de laquelle la survitesse est déterminée par VMO et au-dessus de laquelle par MMO.

#### Flaremode (mode d'arrondi)
Ce mode est automatiquement activé à l'atterrissage, sur la base d'une information de hauteur fournie par le radioaltimètre.
Ce mode incline légèrement le nez de l'avion vers le bas afin que l'action du pilote pour générer l'arrondi soit similaire à celle qu'il aurait sur un avion à commandes de vol traditionnelles.
Lors de l'arrondi, la loi normale offre une protection contre les grands angles d'attaque et la protection contre les angles d'inclinaison.

### Loialternate
Il existe plusieurs variantes de la loi alternate, qui dépendent du type de dégradation subie par le système de commandes de vol.
Les différentes fonctions de protections peuvent ou non être perdues, ou dans certains cas remplacées par une version simplifiée.

### Loidirecte
La loi directe introduit une relation directe entre le manche et les gouvernes : le mouvement des gouvernes est directement lié au mouvement du manche et du palonnier.
Le pilote automatique est perdu, ainsi que toutes les fonctions de protection. Le stabilisateur horizontal réglable ne peut être contrôlé que par la roue de trim.

### Mechanical back-up
En mode de secours, mechanical backup, le tangage est contrôlé par le système de compensation mécanique et la direction latérale est contrôlée par les pédales de direction actionnant la gouverne de direction.